# Friedrich Hug
Friedrich Hug (* 15. März 1839 in Aulfingen; † 13. August 1911 in Konstanz) war Stiftungsverwalter und Mitglied des Deutschen Reichstags.

## Leben
Hug besuchte die Lyceen in Konstanz und Freiburg und die Universitäten Freiburg und Heidelberg. 1861 trat er in den Staatsfinanzdienst, seit 1863 war er im katholischen Stiftungswesen tätig und zwar von 1865 bis 1872 als Verwalter katholischer Fonds in Konstanz, von 1872 bis 1885 als Assessor und Rat des katholischen Oberstiftungsrats in Karlsruhe und seit 1885 abermals als Verwalter der zur katholischen Stiftungsverwaltung Konstanz gehörigen Fonds. Er war Landtagsabgeordneter von 1873 bis 1875 und von 1889 bis 1903. Hug war Inhaber des Zähringer Löwenordens I. Klasse mit Eichenlaub.
Von 1890 bis zu seinem Tode war er Mitglied des Deutschen Reichstags für den Wahlkreis Großherzogtum Baden 1 Konstanz, Überlingen, Stockach und die Deutsche Zentrumspartei.
In Konstanz gibt es eine Friedrich-Hug-Straße.